# Памфилова, Элла Александровна
Э́лла Алекса́ндровна Памфи́лова (урожд. Лекомцева; род. 12 сентября 1953, Алмалык, Ташкентская область, Узбекская ССР, СССР) — советский и российский политический и государственный деятель. Председатель Центральной избирательной комиссии Российской Федерации с 28 марта 2016 года. Член Центральной избирательной комиссии Российской Федерации с 3 марта 2016 года.
Народный депутат СССР (1989—1991). Министр социальной защиты населения РСФСР — РФ в правительствах Гайдара и Черномырдина (1991—1994). Депутат Государственной Думы I и II созывов. (1994—1999). Председатель Комиссии при Президенте РФ по правам человека (2002—2004). Председатель Совета при Президенте РФ по содействию развитию институтов гражданского общества и правам человека (2004—2010). Уполномоченный по правам человека в Российской Федерации (2014—2016).
Из-за вторжения России на Украину находится под международными санкциями ЕС, Великобритании, США, Канады, Швейцарии, Украины.

## Биография
Родилась 12 сентября 1953 года в промышленном городе Алмалык в Ташкентской области (Узбекская ССР). Детство и раннюю молодость провела там же.
В 1976 году окончила Московский энергетический институт, по специальности — инженер электронной техники.
В 1976—1986 годах — мастер по ремонту электронной аппаратуры и инженер-технолог Центрального ремонтно-механического завода производственного объединения «Мосэнерго».
Член КПСС в период перестройки (апрель 1985 — июль 1990). Была членом партийного комитета ПО «Мосэнерго». После выхода из партии в 1990 году присоединилась к оппозиционной Межрегиональной депутатской группе, в которую также входили Андрей Сахаров и Борис Ельцин.
С октября 1986 года по август 1989 года — председатель профсоюзного комитета ПО «Мосэнерго».
С января 1989 года — народный депутат СССР от профсоюзов, член Верховного совета СССР, член Комитета по вопросам экологии и рационального использования природных ресурсов, Комиссии по борьбе с коррупцией и секретарь Комиссии по вопросам привилегий и льгот (1990—1991). В 1991 году была членом мандатной комиссии Съезда народных депутатов СССР.
15 ноября 1991 года — 2 марта 1994 года — министр социальной защиты населения Российской Федерации. 21 декабря 1992 года, на фоне ухода Егора Гайдара с поста премьер-министра, подала заявление об отставке, которое было отклонено президентом Российской Федерации. 23 декабря 1992 года переназначена на этот пост в связи с формированием нового правительства во главе с Виктором Черномырдиным. В феврале 1994 года представленные Эллой Памфиловой аргументы в пользу отставки с поста министра социальной защиты были сочтены «достаточно серьёзными», и Ельцин согласился принять её отставку.
В 1993 и 1995 годах (от блока «Памфилова-Гуров-Лысенко») избиралась депутатом Государственной Думы от Калужской области и по Калужскому одномандатному округу соответственно. Член фракции «Выбор России» (15 ноября 1994 вышла из фракции, в другие фракции не вступала), депутатской группы «Российские регионы», Комитетов по социальной политике, по безопасности.
В мае 1994 года назначена Председателем общественного Совета по социальной политике при Президенте Российской Федерации.
Заседая в Госдуме, оппонировала правительству и президенту, выступая против войны в Чечне. С января 1995 по декабрь 2000 года — член Совета по делам инвалидов и Комиссии по поиску пленных, заложников и интернированных граждан при Президенте Российской Федерации. Много ездила в Чечню, где в составе парламентской делегации доставала из чеченского плена российских солдат. Благодаря пацифистской риторике, в 1995 году переизбралась в Госдуму.
С мая 1996 года — лидер Общероссийского общественного движения «За здоровую Россию», в дальнейшем на его базе было организовано движение «За гражданское достоинство», которое координирует усилия неправительственных организаций, работающих в интересах детей. Многие депутатские инициативы Памфиловой, например, «Программа борьбы с бедностью» и законопроект об ограничении депутатской неприкосновенности — не получили развития.
В 1999 году Элла Памфилова основала собственное движение «За гражданское достоинство», однако на парламентских выборах того же года оно получило всего лишь 0,6 %.
На президентских выборах 2000 года была первой женщиной в истории России, которая баллотировалась на пост президента России, и получила 1,01 % голосов.
С 17 апреля 2000 по декабрь 2002 года — член Национальной общественной комиссии по расследованию правонарушений и соблюдению прав человека на Северном Кавказе.
В марте 2001 года избрана председателем движения Гражданское достоинство.
В 2001 году Памфилова была одним из соорганизаторов Всероссийского Гражданского Форума, одной из целей которого было налаживание коммуникаций между Администрацией президента и правозащитным сообществом.
В апреле 2002 года избрана председателем Общероссийского союза общественных объединений «Гражданское общество — детям России».
С июля 2002 года указом президента России была назначена председателем Комиссии по правам человека при президенте Российской Федерации. С ноября 2004 года в связи с реорганизацией Комиссии Указом Президента Российской Федерации назначена на должность председателя Совета при Президенте Российской Федерации по содействию развитию институтов гражданского общества и правам человека.
В 2006 году вместе с крупнейшими российским НПО Памфилова стала инициатором проекта «Гражданская восьмёрка-2006».
В 2007 году в сотрудничестве с рядом российских НПО и гражданских объединений Памфилова выступила соорганизатором проекта «Право на выбор», направленного на вовлечение общественности России в процесс мониторинга выборов 2007—2008 годов.
Летом 2010 года Памфилова выступила против принятых Госдумой России поправок в законодательство, предусматривающих расширение предупредительных полномочий ФСБ. 24 июня 2010 совет по правам человека в обращении к президенту Дмитрию Медведеву выразил протест против поправок о расширении полномочий ФСБ, возрождающих «худшие и незаконные практики тоталитарного государства». Медведев их не поддержал, заявив, что сам инициировал этот законопроект.
В 2013 году правозащитник Лев Пономарёв предложил Владимиру Путину рассмотреть кандидатуру Памфиловой на пост уполномоченного по правам человека в качестве преемника Владимира Лукина, у которого 15 февраля 2014 года заканчивались полномочия. 23 января 2014 года общественная палата РФ поддержала выдвижение Эллы Памфиловой на этот пост.
С 18 марта 2014 года — уполномоченный по правам человека в Российской Федерации.
29 марта 2014 года конференция движения «Гражданское достоинство» в соответствии с частью 2 статьи 11 Федерального конституционного закона от 26 февраля 1997 г. N 1-ФКЗ «Об Уполномоченном по правам человека в Российской Федерации» приостановила членство Эллы Александровны Памфиловой в движении. Временно исполняющим обязанности председателя движения был избран почётный президент НГО «Радимичи», член межведомственного координационного совета по развитию добровольчества в Центральном федеральном округе России Павел Вдовиченко.
25 марта 2016 года Государственная Дума удовлетворила заявление Памфиловой о досрочном прекращении полномочий на посту Уполномоченного по правам человека в связи с переходом в ЦИК России.

## Председатель Совета при президенте РФ по содействию развитию институтов гражданского общества
В 2009 году президентский совет по развитию гражданского общества и правам человека во главе с Эллой Памфиловой выступил с заявлением, которым осудил организованную активистами движения «Наши» кампанию травли Александра Подрабинека, назвав при этом «оскорбительными» заявления журналиста в статье «Как антисоветчик антисоветчику». После этого член Общественной палаты Ольга Костина сделала ряд резких высказываний в адрес совета и лично Памфиловой, назвав само заявление «подложным», а поведение Памфиловой «убогим», «суетливым» и «безобразно странным». Члены совета выразили намерение подать коллективный иск о защите чести, достоинства и репутации к Костиной, так как та, по словам Памфиловой, стала «первоисточником оскорбительной и недостоверной информации», растиражированной рядом прокремлёвских СМИ. Костина заявила о готовности к разбирательству и намерении предъявить в суде доказательства своим утверждениям. В 2010 году суд вынес решение об отказе в иске Памфиловой, посчитав, что сказанное Костиной является её оценочным суждением. Политолог Дмитрий Орешкин полагает, что Костина, пользуясь своими связями в администрации президента, вынудила Памфилову уйти в 2010 году с поста председателя совета.
После резких заявлений в сторону движения после акции на озере Селигер, где в землю были вкопаны колья с картонными головами правозащитников и оппозиционных политиков, представителями «Единой России» была также призвана уйти с поста главы СПЧ.
В октябре 2010 года Элла Памфилова объяснила причины своего ухода с поста председателя Совета по содействию развитию институтов гражданского общества и правам человека. По её словам, она «ушла не из-за „наших“ и прочих единороссовских функционеришек», а так как потеряла ощущение, что её работа даёт результат.

## Деятельность в качестве Уполномоченного по правам человека в РФ
За время пребывания на посту Уполномоченного по правам человека Элла Памфилова добилась определённых успехов в плане повышения международного авторитета института Уполномоченного по правам человека и в освещении своей деятельности. При ней в декабре 2014 года институту российского омбудсмена был присвоен международный статус «А», который означает, что институт полностью соответствует Парижским принципам Архивная копия от 15 июня 2016 на Wayback Machine и даёт право выступления на сессиях правозащитных механизмов ООН. Кроме того, по инициативе Э. А. Памфиловой были приняты некоторые правовые изменения.
Вместе с тем за два года её работы проявились некоторые явно негативные моменты — отдельные выступления Памфиловой на своём посту выходили за рамки полномочий омбудсмена. Памфилова реже обращалась в суды в интересах заявителей, чем Лукин. При ней в деятельности Уполномоченного произошло выделение в особую категорию так называемых «резонансных дел», касающихся известных в СМИ людей, у которых возникли проблемы с правосудием.
По мнению политолога Александра Пожалова, Памфилова заняла пост во время активных событий на Украине, поскольку не оспаривала внешнюю политику, чем выгодно для российских властей отличалась от своего предшественника.
В 2015 году в статье, которую опубликовали Галузо, Василий Николаевич и Батюк Валерий Иванович, доклад уполномоченного по правам человека за 2014 год повергся критике «за доминирование политики по отношению к праву»: «Вероятно, именно политизированность является одной из причин того, что Элла Александровна Памфилова, как впрочем, и большинство её единомышленников, наделенных полномочиями уполномоченных по правам человека в отдельных субъектах Российской Федерации, в том числе и в городе федерального значения — Москве, выражаясь словами В. И. Ульянова (Ленина), „страшно далека от народа“, от многомиллионной армии обездоленных граждан Российской Федерации, безуспешно пытающихся отыскать свободу».
Владимир Плигин, занимавший в то время должность главы комитета Госдумы по конституционному законодательству и госстроительству, высоко оценил доклад уполномоченного по правам человека. «По уровню фундаментальности доклад уполномоченного по правам человека в 2015 году отличается исключительной глубиной и многообразием. Прежде всего он сконцентрирован на человеке, на защите его прав и свобод. Этот доклад глубокий, политически наполненный, и многие оценки являются исключительно политически смелыми».

## Председатель ЦИК России
С 3 марта 2016 года вошла в состав Центральной избирательной комиссии Российской Федерации по квоте Президента России. 28 марта 2016 года четырнадцатью голосами из пятнадцати избрана председателем Центральной избирательной комиссии Российской Федерации.
В апреле 2016 года между представителями ФБК и Памфиловой прошли переговоры относительно нарушений на выборах в совет сельского поселения в подмосковной Барвихе. Были представлены видеосвидетельства подвоза на автобусах работников бюджетной сферы на досрочное голосование. На это глава ЦИК отметила, что «интернет — это не факты» и что «такие фальсификации нельзя назвать массовыми». Тем не менее, ЦИК обязала территориальную избирательную комиссию Одинцовского района отменить решение о назначении указанных выборов, что фактически привело к назначению новых выборов.
Элла Памфилова приветствовала прошедшие 22 мая 2016 года праймериз Единой России, назвав их «большим подарком» для Центризбиркома. Памфилова поддержала идею принятия закона, который бы регулировал проведение праймериз, добавив: «То, что „Единая Россия“ сделала этот первый шаг — это благо для её развития. Хорошо бы, чтобы этому примеру последовали другие». Подчинённые возглавляемому Памфиловой ЦИК России региональные избирательные комиссии в некоторых случаях оказали содействие «Единой России» в проведении праймериз. Например, избирательная комиссия Алтайского края предоставила этой партии на безвозмездной основе ящики для бюллетеней и информационные стенды.
2 августа 2017 года в интервью газете «Коммерсантъ» Элла Памфилова заявила, что «муниципальный фильтр» в нынешнем виде необходимо отменять. 19 февраля 2019 года рабочая группа по совершенствованию избирательного законодательства при администрации президента, в состав которой входит Памфилова, одобрила снижение в два раза верхнего порога муниципального фильтра на выборах губернаторов. «Сегодня это тот предел возможного компромисса, которого нам удалось достичь, но проблема остается», — сказала глава ЦИК России. 29 апреля 2019 года Памфилова направила обращения в адрес руководителей законодательной и исполнительной власти 16 субъектов Российской Федерации, где 8 сентября 2019 года пройдут выборы глав регионов. Она предложила рассмотреть возможность внесения поправок в региональные законы о снижении уровня «муниципального фильтра» до 5 %, в Санкт-Петербурге — до 6 %. Однако фильтр — на 1 % — был снижен только в Курганской и Липецкой областях. По мнению члена Совета движения в защиту прав избирателей «Голос», члена экспертно-консультационной группы при председателе ЦИК России Аркадия Любарева, изменения в законодательстве не были приняты из-за позиции АП, поскольку в 2018 году сразу в нескольких регионах победу одержали представители оппозиции.
Отмечается, что одним из результатов деятельности Эллы Памфиловой в качестве Председателя ЦИК России стало значительное снижение процента присутствия госслужащих в составах избирательных комиссий. «Нас критиковали, что у нас большой административный ресурс, что в комиссиях много представителей госструктур. Оно максимально снижено за это время. У нас по закону 50 % может быть, сейчас в среднем до 35 %, в большом количестве комиссий чуть ли не 7 %».
Элла Памфилова считает основным критерием успешности своей работы доверие избирателей к результатам выборов. По данным социологического опроса ВЦИОМ, опубликованного в марте 2018 года, зафиксирован рекордный рост доверия к избирательной системе. Уровень доверия к Председателю ЦИК составил 62 % (недоверия — 14 %). 63 % опрошенных охарактеризовали ЦИК как орган, стремящийся сделать выборы справедливыми и демократическими, в начале 2016 года эта доля составляла 40 %.
29 октября 2018 года на конференции, посвящённой 25-летию избирательной системы, Памфилова заявила о подготовке группой экспертов единого избирательного кодекса. Аркадий Любарев отметил, что «за 2,5 года работы нового состава ЦИК произошли определённые изменения в положительную сторону. И было бы несправедливо не замечать эти изменения». По мнению Любарева, «Памфилова за два с лишним года сделала для выборов много, хотя возможности у неё самой и ведомства в целом ограничены».
6 сентября 2019 на Эллу Памфилову было совершено нападение в её доме. Злоумышленник проник на террасу дома, несколько раз ударил Памфилову электрошокером и скрылся. Напавший впоследствии был признан невменяемым. Элла Памфилова прокомментировала решение суда: «Раз специалисты признали, пусть лечат. Я очень глубоко знаю все подробности. Я знакома с материалами дела. Я дважды была на заседании суда. Завершилось так, как завершилось. Я не специалист… Ну, довольно спокойно выглядел, я не видела ни затравленности, ни запуганности. Вообще хочу поскорее забыть эту историю».
Осенью 2019 года Памфилова предложила для обсуждения соответствующей рабочей группы при администрации президента масштабную реформу избирательного законодательства. Предложения были подготовлены по итогам единого дня голосования 8 сентября 2019 года, в частности, резонансных выборов в Москве и Санкт-Петербурге. Памфилова предложила изменить статус избирательных комиссий муниципальных образований и порядок избрания её руководителей, а также изменить муниципальный и подписной фильтры.
14 февраля 2020 года Владимир Путин подписал распоряжение о подготовке к проведению общероссийского голосования по вопросу одобрения изменений в Конституцию Российской Федерации. По мнению Памфиловой, в ходе общероссийского голосования следовало использовать традиционные процедуры, к которым привыкли граждане, но максимально их упростить. Процедура должна была быть прозрачной, обеспечивать тайну голосования и свободу волеизъявления. Кроме того, необходимо было организовать общественное наблюдение за процессом голосования.
19 марта 2021 года Владимир Путин подписал указ о назначении 5 членов ЦИК России по президентской квоте. Действующий председатель комиссии Элла Памфилова переназначена на новый срок.
29 марта 2021 года Элла Памфилова тайным голосованием членов Центризбиркома на первом организационном заседании нового состава была переизбрана председателем комиссии до 2026 года.
В августе 2023 года Элла Памфилова заявила, что демократия в её западном понимании России не нужна, поскольку там это не способ формирования власти путем выборов и не власть большинства, а власть меньшинства.  

### Внедрение новых избирательных стандартов
Под руководством Памфиловой в 2016—2018 годах были разработаны и внедрены новые стандарты избирательного процесса.
В 2017 году на выборах федерального и регионального уровней были отменены открепительные удостоверения. Им на смену пришла технология «мобильный избиратель», автором идеи которого была Элла Памфилова. Технология позволила голосовать не только по прописке, но и по месту нахождения. По словам Эллы Памфиловой, сперва её идея не нашла поддержки у коллег, «но в результате все увлеклись этой идеей, и плодом наших совместных усилий стало наше самое уникальное детище – механизм "Мобильный избиратель".
В дальнейшем механизм дорабатывался к выборам Президента России 8 марта 2018 года и к единому дню голосования 9 сентября 2018 года. В марте 2018 года журналистки Reuters Мария Цветкова и Полина Никольская сообщили о возможности двойного голосования по внедрённой системе. На это Памфилова обвинила их в провокации, предложив искать нарушения «в своей стране». В результате ЦИК России организовала проверки на возможное двойное голосование на более чем 1000 участков по всей стране, были выявлены четыре случая двойного голосования, материалы направлены в МВД России.
На выборах 8 сентября 2019 года «Мобильный избиратель» применялся для голосования на цифровых избирательных участках в Москве Элла Памфилова заявила, что если эксперимент этого года по созданию цифровых избирательных участков пройдет успешно, то в 2021 году в стране может быть создано до 5 тыс. таких участков.
После выборов депутатов Госдумы, состоявшихся в 2016 году, Элла Памфилова выступила с инициативой по изменению законодательства в части расширения круга лиц, имеющих право наблюдать за ходом голосования и установления его итогов на избирательных участках. В результате Общественная палата Российской Федерации и общественные палаты субъектов получили возможность направлять наблюдателей на избирательные участки. 21 ноября 2017 года Элла Памфилова и секретарь Общественной палаты РФ Валерий Фадеев подписали соглашение о взаимодействии, касающееся, в том числе, организации системы общественного наблюдения на выборах Президента России в марте 2018 года.

### Выборы губернатора Приморского края
На скандальных выборах губернатора Приморского края в 2018 году при подсчете 97 % голосов уверенно побеждал представитель коммунистической партии Андрей Ищенко, однако в последний момент проиграл представителю партии «Единая Россия», который обогнал его на 2300 голосов. Многочисленные электоральные аномалии и видео со свидетельствами фальсификаций заполнили интернет. В конце дня голосования на некоторых участках неожиданно отключалось электричество, появлялись сотрудники МЧС. В знак протеста кандидат от коммунистов объявил голодовку. Элла Памфилова заявила, что надо разобраться с ситуацией и подвергла критике представителя коммунистов «за нарушения». Памфилова заявила, что причиной смены лидера послужили поздно поступившие данные из дальних регионов, некоторые из которых отдали 100 % голосов в пользу кандидата от «Единой России». 100 % явку в ряде регионов Памфилова объясняла голосованием приписанных к Уссурийску экипажам кораблей. После того, как ЦИК зафиксировала вброс 14,5 тыс. голосов за Андрея Тарасенко («Единая Россия»), Памфилова согласилась, что данные на этих участках фальсифицированы, однако рекомендовала отменить результаты не только на подозрительных участках, а выборы целиком. Также она выразила надежду, что ни Тарасенко, ни Ищенко на повторные выборы не пойдут. В итоге избирательной комиссией Приморского края выборы признаны недействительными. КПРФ официально не признала отмену результатов выборов, а Ищенко заявил, что «победу у него украли».

### Выборы в Мосгордуму
В 2019 году велась активная избирательная кампания в Мосгордуму, которая сопровождалась существенными скандалами. Так, многие независимые кандидаты не были допущены к выборам под предлогом того, что ЦИК признал подписи за них поддельными. По ходу кампании проводились массовые митинги, однако реакция Памфиловой на них ограничилась фразами: «хоть каждый день проводите их, хоть здесь, под окнами», «эффект от митингов на принятие ЦИК решений — ноль». При этом председатель ЦИК отказалась рассматривать результаты независимых почерковедческих экспертиз, по которым подписи были признаны аутентичными.
Впоследствии Памфилова завила о том, что против ЦИК ведётся целенаправленная кампания по дискредитации.

## Общественная деятельность
- Председатель Совета при Президенте Российской Федерации по содействию развитию институтов гражданского общества и правам человека (2004—2010);
- Председатель Президиума Общероссийского общественного движения «Гражданское достоинство»;
- Председатель Общероссийского Союза общественных объединений «Гражданское общество — детям России»;
- Вице-президент Российского комитета «Детские деревни — SOS»;
- Член общественного Попечительского Совета Историко-Культурного Центра МЭИ.

## Доходы
За 2016 год доходы Эллы Памфиловой составили 5 млн 704 тысячи рублей, от продажи дома и земельного участка было выручено 24 млн руб.

## Семья
Была замужем за Никитой Леонидовичем Памфиловым (род. 25 апреля 1954), инженером, однокурсником по МЭИ. Разведена. Дочь Татьяна (по мужу Кезина, род. 25 января 1977), журналист-фрилансер. Есть внучка.

## Награды
- Орден «За заслуги перед Отечеством» II степени (15 ноября 2023)[79]
- Орден «За заслуги перед Отечеством» III степени (13 июня 2018)[80]
- Орден «За заслуги перед Отечеством» IV степени (29 июля 2003) — за большой вклад в укрепление российской государственности и многолетнюю добросовестную работу[81][82]
- Орден Александра Невского (21 декабря 2020)
- Орден Почёта (18 ноября 2010) — за многолетнюю плодотворную государственную деятельность[83][84]
- Орден Дружбы (22 мая 2014) — за достигнутые трудовые успехи, значительный вклад в социально-экономическое развитие Российской Федерации, реализацию внешнеполитического курса Российской Федерации, заслуги в гуманитарной сфере, многолетнюю добросовестную работу, активную общественную деятельность[84][85]
- Медаль ордена «За заслуги перед Отечеством» I степени (4 ноября 2006)[86]
- Почётная грамота Президента Российской Федерации (12 сентября 2008) — за большой вклад в обеспечение деятельности Президента Российской Федерации и многолетнюю добросовестную работу[87]
- Благодарность Президента Российской Федерации (12 декабря 2008) — за активное участие в подготовке проекта Конституции Российской Федерации и большой вклад в развитие демократических основ Российской Федерации[88]
- Благодарность Президента Российской Федерации (30 апреля 2008) — за большой вклад в развитие институтов гражданского общества и обеспечение защиты прав и свобод человека и гражданина[89]
- Кавалер ордена Почётного легиона (Франция, 2006)[90]
- Орден «Достык» II степени (Казахстан, 2020) — за заслуги в государственной и общественной деятельности, значительный вклад в социально-экономическое и культурное развитие страны, укрепление дружбы и сотрудничества между народами[91]
- Орден «Дуслык» (Татарстан, Россия, 2025)[92]
- Орден «За заслуги перед Херсонской областью» I степени (Херсонская область, 2024)[93]
- Орден «За заслуги перед Запорожской областью» I степени (Запорожская область, 2024)[94]
- Почётная грамота Главнокомандующего Внутренними Войсками — за содействие Внутренним Войскам[источник не указан 2282 дня]
- почетный знак Государственной Думы за вклад в укрепление демократических основ и развитие парламентаризма в РФ (октябрь 2023)[95]
- Медаль Общественной палаты Российской Федерации «За заслуги перед обществом»[96]
- Золотая медаль «За вклад в развитие уголовно-исполнительной системы России».[источник не указан 2282 дня]
- Нагрудный знак «Почётный работник Минтруда России»[82]
- Звание «Почётный пограничник»[82]
- Нагрудный знак МИД России «За взаимодействие»[источник не указан 2282 дня]
- Орден Святого мученика Трифона РПЦ (1998) — за личный вклад в борьбу с наркоманией[97].
- премия доктора Ф. П. Гааза (2011) немецкой неправительственной организации Германо-российский форум[98].
- Почётная грамота Совета Межпарламентской Ассамблеи государств — участников Содружества Независимых Государств (Межпарламентская ассамблея СНГ, 16 ноября 2023) — за активное участие в деятельности Межпарламентской Ассамблеи и её органов, вклад в укрепление дружбы между народами государств — участников Содружества Независимых Государств[99].

## Санкции
10 марта 2022 года Канада внесла Памфилову в санкционный список «близких соратников режима» за «соучастие в выборе президента Путина вторгнуться в мирную и суверенную страну».
С 6 октября 2022 года за поддержку российской военной агрессии против Украины находится под санкциями всех стран Европейского союза за «организацию незаконных референдумов в оккупированных регионах Украины». Евросоюз отмечает, что Памфилова «неоднократно поддерживала политику и участвовала в действиях, которые дестабилизировали Украину или подорвали, или угрожали территориальной целостности, суверенитету или независимости Украины».
В ноябре 2022 года внесена в санкционные списки Великобритании «за организацию фиктивных референдумов» и «активную поддержку принудительной мобилизации в России».
9 декабря 2022 года Минфин США сообщил о введении санкций в отношении Памфиловой за нарушения прав человека на аннексированных территориях Украины. Власти отмечают что ЦИК России «помогал осуществлять фиктивные референдумы, проведенные в контролируемых Россией районах Украины, которые изобиловали случаями явного принуждения и запугивания избирателей».
Также, по аналогичным основаниям, находится в санкционных списках Украины, Австралии, Новой Зеландии и Швейцарии. С 27 января 2023 года под санкциями Японии.